# 1075
Il 1075 (MLXXV in numeri romani) è un anno  dell'XI secolo.

## Eventi
Papa Gregorio VII emana il Dictatus Papae.

## Nati
- 16 febbraio - Orderico Vitale, monaco cristiano e storico inglese († 1142)
- Berta di Savoia, regina († 1111)
- Diepoldo III di Vohburg, nobile tedesco († 1146)
- Enrico IX di Baviera, nobile tedesco († 1126)
- Kim Pusik, politico coreano († 1151)
- Lotario II di Supplimburgo, re († 1137)
- Nicola Pellegrino, santo bizantino († 1094)
- Raimondo I di Baux, nobile francese († 1149)
- Ranieri I del Monferrato, marchese († 1137)
- Ponzio di Melgueil, abate e cardinale francese († 1125)
- Bernardo di Valenza, patriarca cattolico francese († 1135)

## Morti
- 29 marzo - Ottocaro I di Stiria, nobile austriaco
- 2 aprile - Al-Qa'im, califfo (n. 1001)
- 15 aprile - Erlembaldo Cotta, militare e politico italiano
- 21 maggio - Richeza di Polonia, regina polacca (n. 1013)
- 9 giugno - Gebeardo di Supplimburgo, nobile tedesco
- 10 giugno - Ernesto di Babenberg, nobile tedesco (n. 1027)
- 2 agosto - Giovanni VIII Xifilino, arcivescovo ortodosso e scrittore bizantino (n. 1010)
- 8 agosto - Budivoj, sovrano obodrita (n. 1049)
- 4 dicembre - Annone II di Colonia, vescovo e santo tedesco
- 18 dicembre - Edith del Wessex, regina (n. 1025)
- Bleddyn ap Cynfyn, sovrano
- Dedi I di Lusazia, nobile tedesco (n. 1012)
- Federico I di Ratisbona, nobile tedesco (n. 1005)
- Gotifredo da Castiglione, arcivescovo italiano
- Guglielmo il Normanno, vescovo cattolico britannico
- Siward, vescovo cattolico britannico
- Teuzzone, abate italiano (n. 960)
- Ugo di Jersey, cavaliere medievale normanno

## Calendario
| Calendario 1075 | Calendario 1075 | Calendario 1075 | Calendario 1075 | Calendario 1075 | Calendario 1075 | Calendario 1075 | Calendario 1075 | Calendario 1075 | Calendario 1075 | Calendario 1075 | Calendario 1075 | Calendario 1075 | Calendario 1075 | Calendario 1075 | Calendario 1075 | Calendario 1075 | Calendario 1075 | Calendario 1075 | Calendario 1075 | Calendario 1075 | Calendario 1075 | Calendario 1075 | Calendario 1075 | Calendario 1075 | Calendario 1075 | Calendario 1075 | Calendario 1075 | Calendario 1075 | Calendario 1075 | Calendario 1075 | Calendario 1075 | Calendario 1075 |
| --------------- | --------------- | --------------- | --------------- | --------------- | --------------- | --------------- | --------------- | --------------- | --------------- | --------------- | --------------- | --------------- | --------------- | --------------- | --------------- | --------------- | --------------- | --------------- | --------------- | --------------- | --------------- | --------------- | --------------- | --------------- | --------------- | --------------- | --------------- | --------------- | --------------- | --------------- | --------------- | --------------- |
|                 | 1               | 2               | 3               | 4               | 5               | 6               | 7               | 8               | 9               | 10              | 11              | 12              | 13              | 14              | 15              | 16              | 17              | 18              | 19              | 20              | 21              | 22              | 23              | 24              | 25              | 26              | 27              | 28              | 29              | 30              | 31              |                 |
| Gennaio         | Gi              | Ve              | Sa              | Do              | Lu              | Ma              | Me              | Gi              | Ve              | Sa              | Do              | Lu              | Ma              | Me              | Gi              | Ve              | Sa              | Do              | Lu              | Ma              | Me              | Gi              | Ve              | Sa              | Do              | Lu              | Ma              | Me              | Gi              | Ve              | Sa              |                 |
| Febbraio        | Do              | Lu              | Ma              | Me              | Gi              | Ve              | Sa              | Do              | Lu              | Ma              | Me              | Gi              | Ve              | Sa              | Do              | Lu              | Ma              | Me              | Gi              | Ve              | Sa              | Do              | Lu              | Ma              | Me              | Gi              | Ve              | Sa              |                 |                 |                 |                 |
| Marzo           | Do              | Lu              | Ma              | Me              | Gi              | Ve              | Sa              | Do              | Lu              | Ma              | Me              | Gi              | Ve              | Sa              | Do              | Lu              | Ma              | Me              | Gi              | Ve              | Sa              | Do              | Lu              | Ma              | Me              | Gi              | Ve              | Sa              | Do              | Lu              | Ma              |                 |
| Aprile          | Me              | Gi              | Ve              | Sa              | Do              | Lu              | Ma              | Me              | Gi              | Ve              | Sa              | Do              | Lu              | Ma              | Me              | Gi              | Ve              | Sa              | Do              | Lu              | Ma              | Me              | Gi              | Ve              | Sa              | Do              | Lu              | Ma              | Me              | Gi              |                 |                 |
| Maggio          | Ve              | Sa              | Do              | Lu              | Ma              | Me              | Gi              | Ve              | Sa              | Do              | Lu              | Ma              | Me              | Gi              | Ve              | Sa              | Do              | Lu              | Ma              | Me              | Gi              | Ve              | Sa              | Do              | Lu              | Ma              | Me              | Gi              | Ve              | Sa              | Do              |                 |
| Giugno          | Lu              | Ma              | Me              | Gi              | Ve              | Sa              | Do              | Lu              | Ma              | Me              | Gi              | Ve              | Sa              | Do              | Lu              | Ma              | Me              | Gi              | Ve              | Sa              | Do              | Lu              | Ma              | Me              | Gi              | Ve              | Sa              | Do              | Lu              | Ma              |                 |                 |
| Luglio          | Me              | Gi              | Ve              | Sa              | Do              | Lu              | Ma              | Me              | Gi              | Ve              | Sa              | Do              | Lu              | Ma              | Me              | Gi              | Ve              | Sa              | Do              | Lu              | Ma              | Me              | Gi              | Ve              | Sa              | Do              | Lu              | Ma              | Me              | Gi              | Ve              |                 |
| Agosto          | Sa              | Do              | Lu              | Ma              | Me              | Gi              | Ve              | Sa              | Do              | Lu              | Ma              | Me              | Gi              | Ve              | Sa              | Do              | Lu              | Ma              | Me              | Gi              | Ve              | Sa              | Do              | Lu              | Ma              | Me              | Gi              | Ve              | Sa              | Do              | Lu              |                 |
| Settembre       | Ma              | Me              | Gi              | Ve              | Sa              | Do              | Lu              | Ma              | Me              | Gi              | Ve              | Sa              | Do              | Lu              | Ma              | Me              | Gi              | Ve              | Sa              | Do              | Lu              | Ma              | Me              | Gi              | Ve              | Sa              | Do              | Lu              | Ma              | Me              |                 |                 |
| Ottobre         | Gi              | Ve              | Sa              | Do              | Lu              | Ma              | Me              | Gi              | Ve              | Sa              | Do              | Lu              | Ma              | Me              | Gi              | Ve              | Sa              | Do              | Lu              | Ma              | Me              | Gi              | Ve              | Sa              | Do              | Lu              | Ma              | Me              | Gi              | Ve              | Sa              |                 |
| Novembre        | Do              | Lu              | Ma              | Me              | Gi              | Ve              | Sa              | Do              | Lu              | Ma              | Me              | Gi              | Ve              | Sa              | Do              | Lu              | Ma              | Me              | Gi              | Ve              | Sa              | Do              | Lu              | Ma              | Me              | Gi              | Ve              | Sa              | Do              | Lu              |                 |                 |
| Dicembre        | Ma              | Me              | Gi              | Ve              | Sa              | Do              | Lu              | Ma              | Me              | Gi              | Ve              | Sa              | Do              | Lu              | Ma              | Me              | Gi              | Ve              | Sa              | Do              | Lu              | Ma              | Me              | Gi              | Ve              | Sa              | Do              | Lu              | Ma              | Me              | Gi              |                 |